# Kalíndria
Kalíndria är en ort i Grekland.   Den ligger i prefekturen Nomós Kilkís och regionen Mellersta Makedonien, i den norra delen av landet, 400 km norr om huvudstaden Aten. Kalíndria ligger 122 meter över havet och antalet invånare är 151.
Terrängen runt Kalíndria är kuperad åt nordost, men åt sydväst är den platt. Runt Kalíndria är det ganska glesbefolkat, med 40 invånare per kvadratkilometer. Närmaste större samhälle är Kilkis, 15,2 km sydost om Kalíndria. Trakten runt Kalíndria består till största delen av jordbruksmark.